# Ferdinando I. Gonzaga di Castiglione

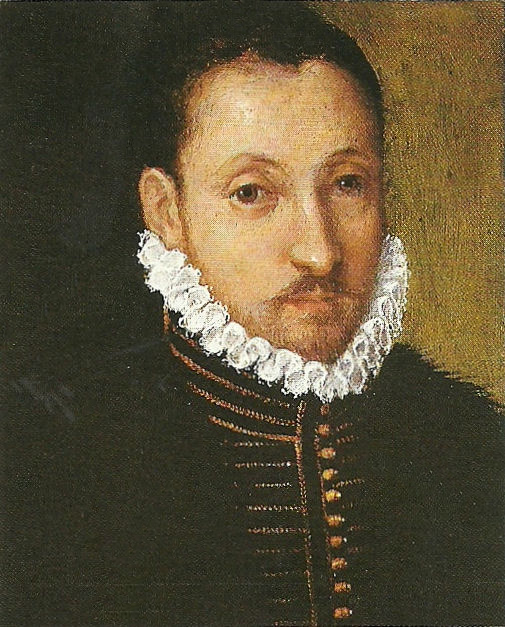
Ferdinando I. Gonzaga di Castiglione

Ferdinando I. Gonzaga di Castiglione (auch Ferrante Gonzaga) (* 28. Juli 1544 in Castelgoffredo; † 13. Februar 1586 in Mailand) war ein italienischer Adliger aus einer Nebenlinie des weitverzweigten Hauses Gonzaga. Im Jahr 1571 wurde er der erste Markgraf von Castiglione. Sein ältester Sohn wurde als Aloisius von Gonzaga (ital.: San Luigi Gonzaga) am 31. Dezember 1726 heiliggesprochen.

## Herkunft
Ferdinando war der mittlere der drei Söhne des Markgrafen Luigi Alessandro Gonzaga di Castiglione aus dem alten italienischen Adelsgeschlecht der Gonzaga, aus dessen Ehe mit Caterina Anguissola (* um 1508; † 13. Dezember 1550), Tochter von Conte Gian Giacomo Anguissola. Sein Großvater väterlicherseits war Markgraf Rodolfo Gonzaga di Castiglione, ein Sohn von Ludovico III., dem Markgrafen von Mantua.
Neben seinem drei Jahre älteren Bruder Alfonso hatte er noch den ein Jahr jüngeren Bruder Orazio.

## Leben

### Kindheit und Verlust der Eltern
Am 19. Juli 1549 starb der Vater in Castelgoffredo im Alter von 55 Jahren. Die noch minderjährigen Brüder verloren im Dezember 1550 auch noch die Mutter. Kardinal Ercole Gonzaga (1505–1563) und sein Bruder Ferrante Gonzaga (1507–1557), der Gouverneur von Mailand, beide Senioren des Hauses Gonzaga, bekamen die Vormundschaft. Da jedoch Kardinal Ercole Gonzaga für den fast gleichaltrigen Guglielmo Gonzaga (1538–1587) ebenfalls im Jahr 1550 die Regentschaft über das Herzogtum Mantua übernahm, wurde dem  Onkel mütterlicherseits, Conte Giovanni Anguissola (1514–1578), die Betreuung der drei Neffen und die laufende Verwaltung der Herrschaften Castelgoffredo, Castiglione und Solferino übertragen. Durch die testamentarische Verfügung des Vaters von 1548 kam es im Jahre 1558 zur Teilung des Nachlasses unter seinen drei Söhnen. Alfonso, der älteste, er war jetzt 17 Jahre alt, wurde Herr von Castelgoffredo, Ferdinando bekam Castiglione und Orazio erhielt Solferino. Die Teilung wurde durch die kaiserliche Investitur vom 20. März 1559 bestätigt. Orazio, der jüngste Bruder, war 17 Jahre alt, als 1562 die anderen testamentarischen Vorschriften über nichtfeudale Güter beurkundet wurden. Durch diesen Akt erhielt Ferdinando zahlreiche Besitztümer zwischen Castelgoffredo und Castiglione, zusätzlich zu der eigentlichen Herrschaft Castiglione.

### Ein Leben zwischen Spanien und Italien
Ferdinando war bereits 1559 im Alter von 15 Jahren, der Familientradition folgend, nach Spanien geschickt worden, um im Waffenhandwerk ausgebildet zu werden. Nach seiner Rückkehr im Jahr 1561, blieb er bis Ende 1562 in Castiglione und kümmerte sich um die Angelegenheiten und Verpflichtungen sowohl seines Lehens, als auch der Herrschaft Castelgoffredo, die er im Namen seines Bruders Alfonso verwaltete. In den Jahren 1563 und 1564 war er wieder in Spanien, im Dienst von König Philipp II., bis er im Jahr 1565 einen Auftrag erhielt. Herzog Guglielmo Gonzaga von Mantua entsandte ihn nach Wien zu Kaiser Maximilian II., um einen heiklen Fall betreffend der Markgrafschaft Montferrat für ihn zu regeln. Bei dieser Gelegenheit konnte Ferdinando seine Qualitäten als Diplomat unter Beweis stellen, da er nicht nur die Mission erfolgreich abschloss, sondern vom Kaiser auch den Titel eines Fürsten des Heiligen Römischen Reiches verliehen bekam.
Nach Spanien zurückgekehrt, heiratete er in Madrid im November 1566 die piemontesische Adlige Marta Tana di Santena, die Brautjungfer der spanischen Königin Elisabeth von Valois. Zu diesem Anlass erhielt er von Philip II. eine Reihe ehrenamtlicher und finanzieller Anerkennungen, wie die Aufnahme in den Alcántaraorden, das Amt des Kammerherrn des Hofes und eine Reihe von Einkommen in den Ländern Mailand und Neapel. Diese Einnahmen dienten Ferdinando zur Deckung seines andauernden Bedarfes an Geld, den er seit seiner Jugend und während des ganzen Lebens hatte, wie es scheint wegen häufiger Spielschulden. Ende des Jahres 1566 kam er mit seiner jungen Frau nach Castiglione zurück. Am 30. Mai 1567 erhielt er vom Kaiser die Befugnis, eine Münze zu eröffnen und Geld zu prägen. Dieser profitablen finanziellen Anerkennung folgte am 9. März 1568 die Geburt des ersten Sohnes, Luigi (der spätere Hl. Aloisius von Gonzaga), auf dem von Anfang an große dynastische Erwartungen ruhten. Fast auf den Tag genau, kam im nächsten Jahr der zweite Sohn Rodolfo auf die Welt, dem dann noch weitere fünf Söhne sowie eine Tochter folgten.

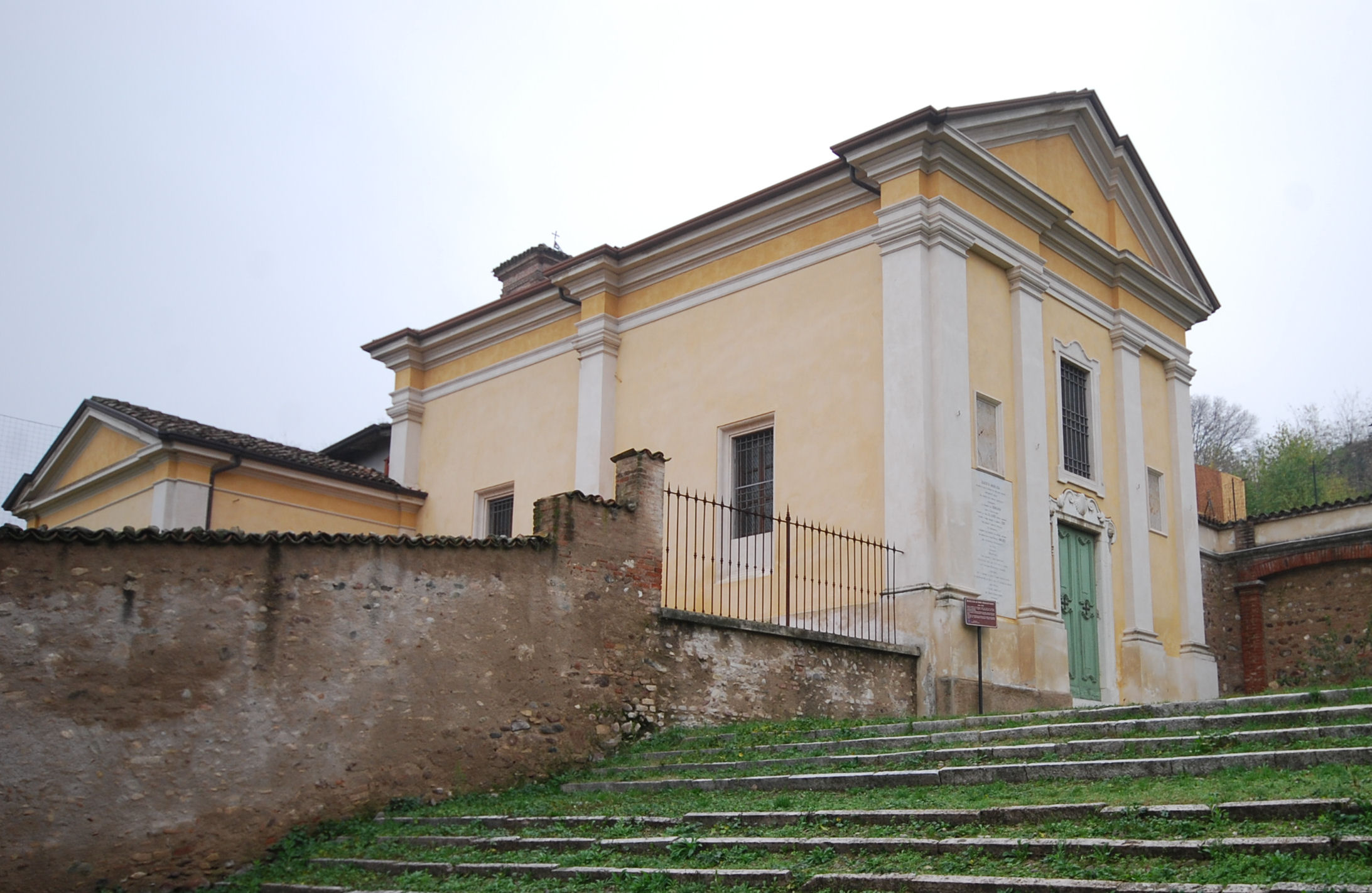
Basilica di San Sebastiano in Castiglione

Nach einem weiteren kurzen Aufenthalt in Spanien im Jahr 1568, kehrte Ferdinando im März 1570 dorthin zurück, um unter Juan de Austria im Krieg gegen die in Granada revoltierenden Morisken zu kämpfen (Aufstand in den Alpujarras). Als er im September nach Madrid zurückkehrte, blieb er fast ein Jahr lang als Kammerherr von Philipp II. dort. Im Juni 1571 erhielt er vom König den Auftrag, sich den Söhnen des Kaisers, Rudolf und Ernst von Österreich, anzuschließen, um sie nach Wien zu begleiten. Dort angekommen, erfuhr er, dass sein Lehen Castiglione zur Markgrafschaft erhoben wurde. Er kehrte im Oktober 1572 nach Spanien zurück. Dort wurde Ferdinando von Philipp II. zum Oberst ernannt, mit der Aufgabe, eine Kompanie von 3000 italienischen Infanteristen auszubilden und zu kommandieren. Sein Aufenthalt am Hof von Madrid endete im September 1575. Ferdinando kehrte nach Italien zurück und kümmerte sich in den folgenden vier Jahren wieder um die Angelegenheiten von Castiglione, das während seiner häufigen Abwesenheiten von seiner Frau klug verwaltet worden war. Auf der Flucht vor der Pest floh er mit der Familie im Jahr 1576 kurzzeitig nach Montferrat. In Castiglione betrieb er die Erweiterung und Modernisierung der vorhandenen Gebäude und den weiteren Ausbau seiner Residenz. Aus Dankbarkeit, der Pest entronnen zu sein, ließ er im Jahr 1577 die Basilica di San Sebastiano auf einem Hügel über der Stadt errichten. Dies war der Lieblingsplatz der Meditation von Luigi (Aloysius Gonzaga), wo von 1610 bis 1679 eine Reliquie von ihm aufbewahrt wurde.

### Gouverneur von Montferrat und erneute Reise nach Spanien
Am Ende des Jahres 1579 wurde Ferdinando von Herzog Guglielmo Gonzaga zum Gouverneur von Montferrat ernannt. Einerseits waren die mit diesem Amt verbundenen finanziellen Einnahmen sehr angenehm, andererseits brachte die enorme Verantwortung viel Unbehagen, angesichts der heiklen politischen Situation in Montferrat, sowohl innerhalb (wo Unruhen auf der Tagesordnung standen) als auch außerhalb, in direktem Kontakt vor allem mit Savoyen, das eine ständige Bedrohung darstellte. Obwohl er die Regierung mit ruhiger Hand führte und die öffentliche Ordnung teilweise wieder hergestellt hatte, wurde er nach fünfzehn Monaten infolge erheblicher Konflikte mit dem spanischen Gouverneur von Mailand abgesetzt. Das Ergebnis war der Verlust des bis dahin gezahlten Einkommens, ein wirtschaftlicher Schaden, den er durch direkte Ansprache bei König Philipp II. beheben wollte. Zu diesem Zweck schloss er sich im September 1581 mit seiner Frau und seinen drei ältesten Kindern Luigi, Rodolfo und Isabella einer Prozession aus Prag an, die die Kaiserin-Witwe Maria von Österreich, die Schwester Philipps II., nach Spanien begleitete. Dort angekommen, erlangte Ferdinando, dank des Ansehens, das er offenbar noch an diesem Hofe genoss, für sich die Erneuerung seiner wirtschaftlichen Vorteile, und für seine Kinder die Einstellung als Pagen der Infanten von Spanien. Der Aufenthalt, für Ferdinando sollte es der letzte in Spanien gewesen sein, dauerte über zwei Jahre und endete im Mai 1584.

### Rückkehr nach Castiglione
Nach der Rückkehr in seine Heimat im Jahr 1584, musste er sich mit ernsten Schwierigkeiten auseinandersetzen, zu einem fehlte es wieder einmal an Geld, hauptsächlich verursacht durch den langen und kostspieligen Aufenthalt in Spanien. Andere Sorgen bereitete ihm der Entschluss seines erstgeborenen Sohnes Luigi, sich mit dem Eintritt in die Gesellschaft Jesu endgültig  dem religiösen Leben zu widmen. Die Wahl, die der junge Mann während seines Aufenthalts in Spanien getroffen hatte, war für den Vater nur schwer zu akzeptieren und doch erwies sie sich als unwiderruflich. Am 2. November 1585 leistete der 17-jährige Luigi im Palazzo di San Sebastiano in Mantua den feierlichen Verzicht auf die Erbrechte des Lehens, nachdem Kaiser Rudolf II. am 29. Oktober 1584 in Prag ein Dekret ausgestellt hatte, das Luigi ermächtigte, zugunsten seines Bruders Rodolfo auf die Markgrafschaft zu verzichten.
Ferdinando I. Gonzaga di Castiglione, bereits seit einigen Jahren an einer schweren Form von Gicht erkrankt, starb drei Monate später, am 13. Februar 1586 im Alter von 41 Jahren in Mailand, wohin er sich zur Behandlung der Krankheit begeben hatte. Sein Leichnam kam am Abend des 15. Februar in Castiglione an und wurde, seinem Testament entsprechend, am 17. Februar in der Gonzaga-Kapelle der Kirche San Francesco, dem Mausoleum der Gonzaga, in Mantua beigesetzt. Der Sohn Rodolfo, noch nicht siebzehn Jahre alt, erbte die Markgrafschaft Castiglione mit seinen feudalen und allodialen Vermögenswerten.

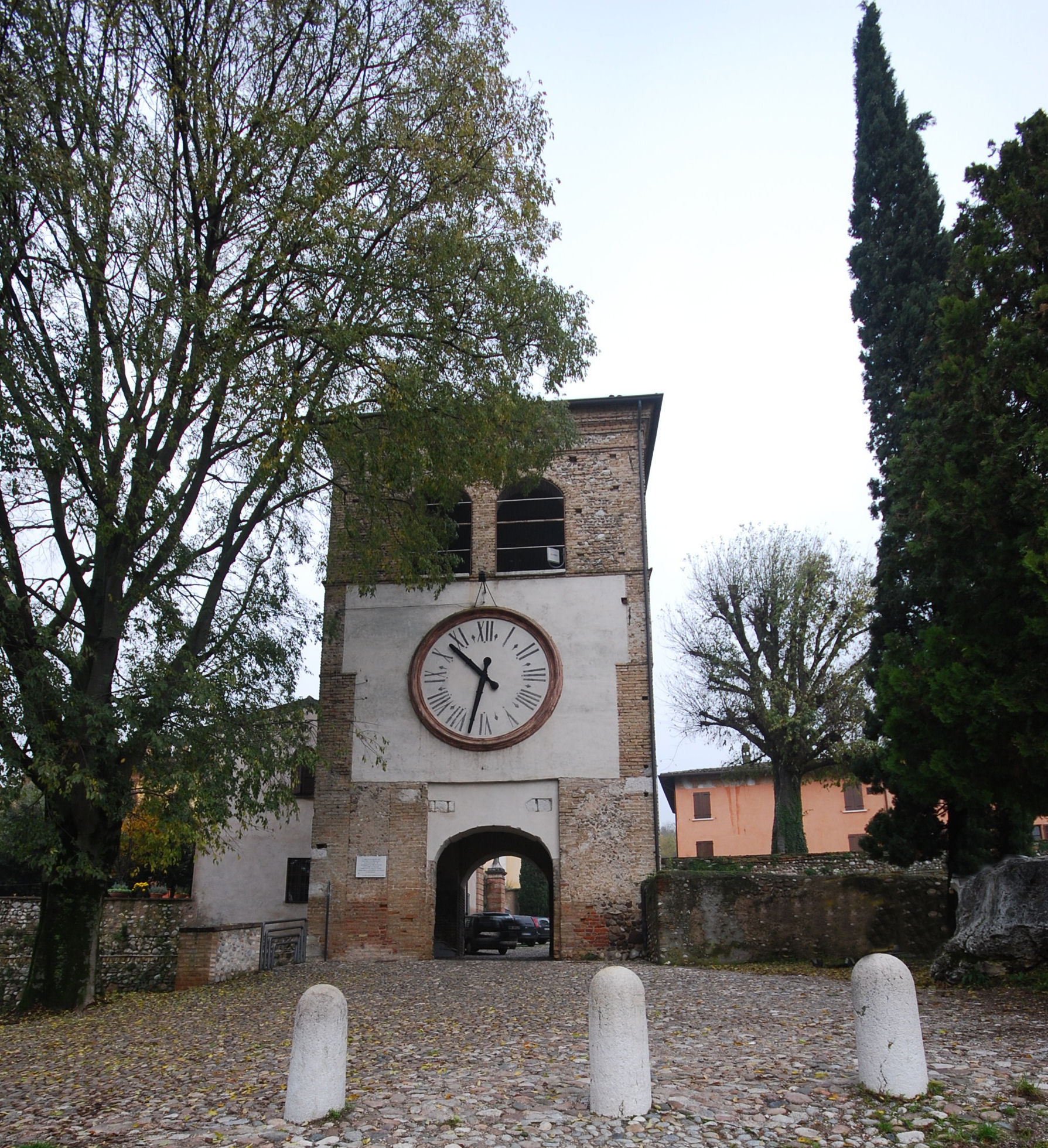
Castello Castiglione, heute im Besitz der Kath. Kirche
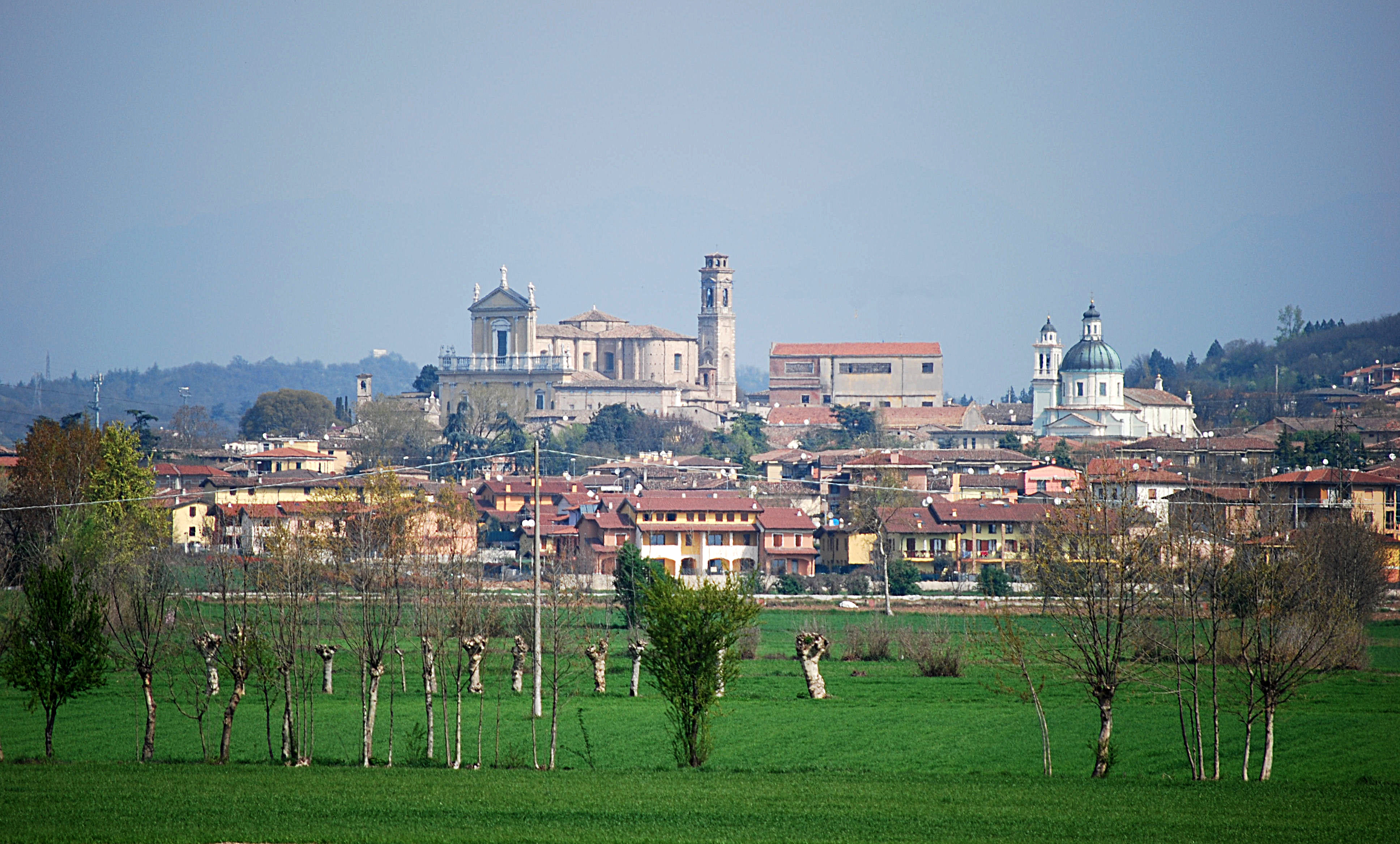
Castiglione
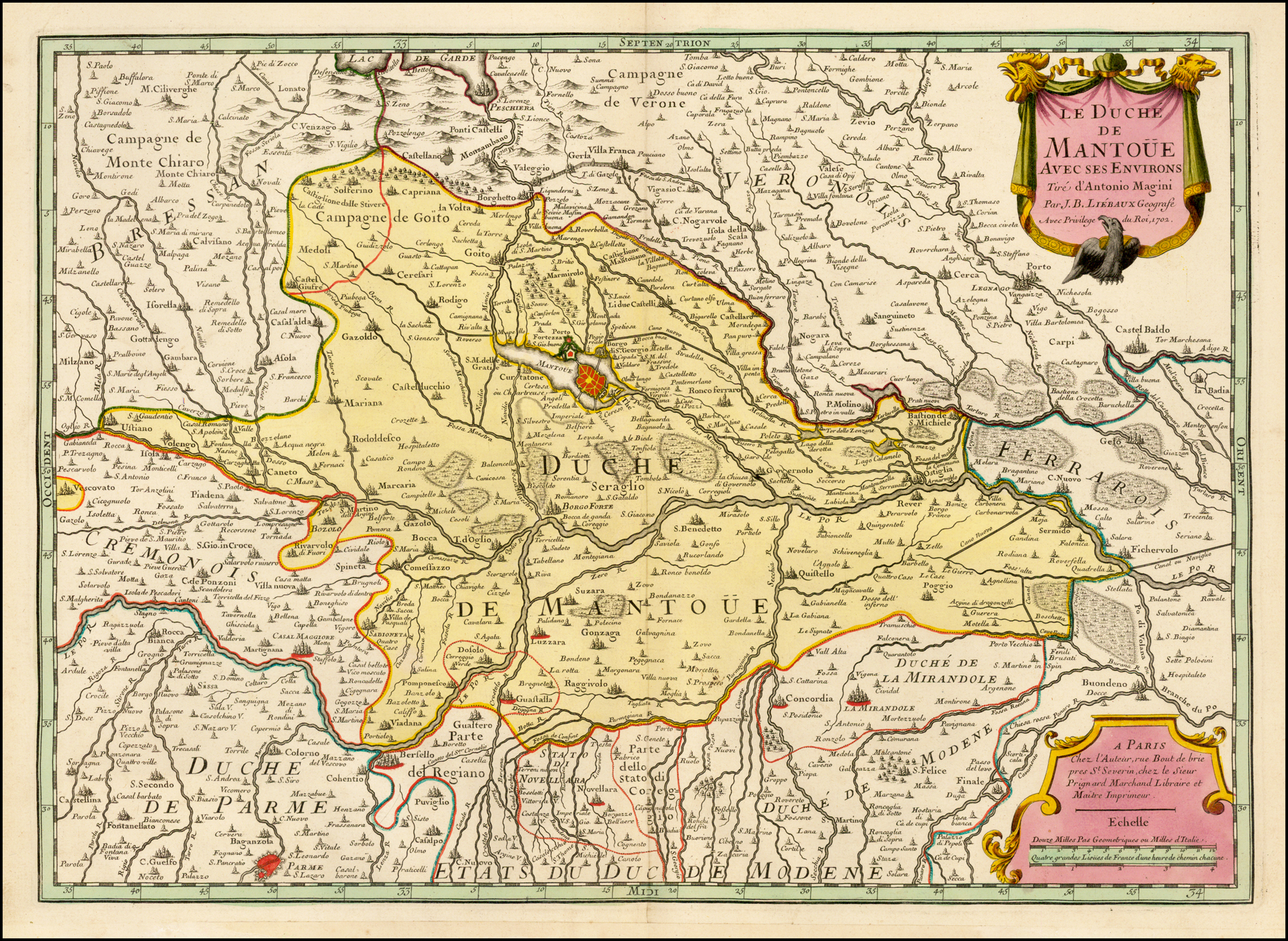
Castiglione als abgetrennte Markgrafschaft im Nordwesten Mantuas, 1702
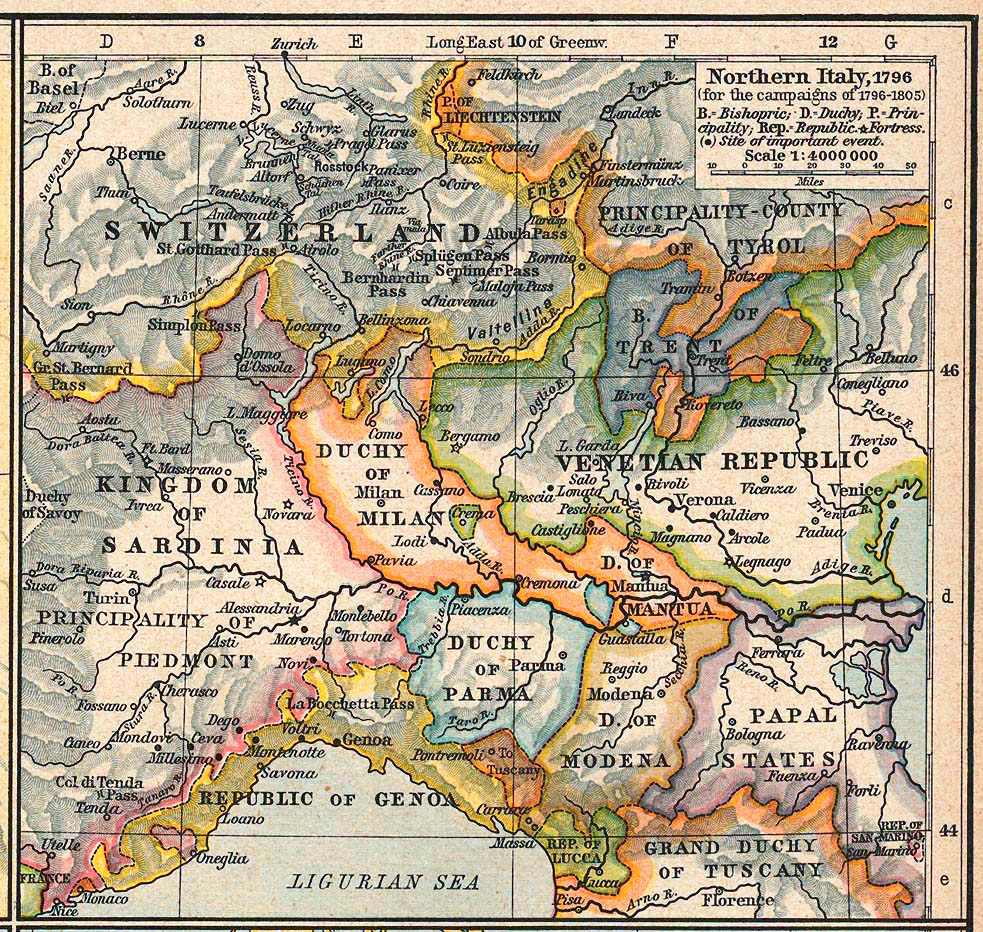
Lage von Castiglione im Herzogtum Mantua, 1796
Lage von Castiglione in der heutigen Provinz Mantua
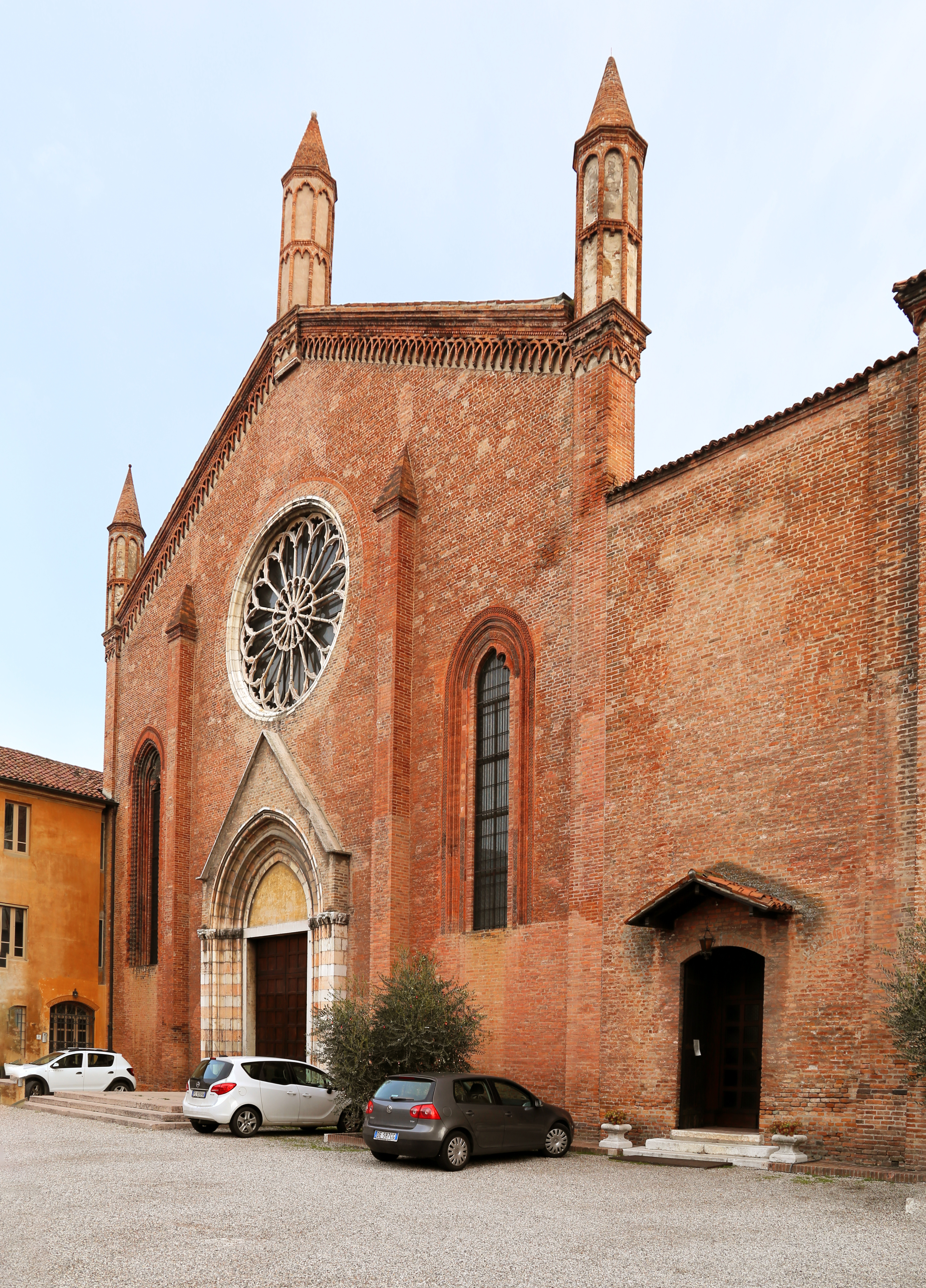
Kirche San Francesco in Mantua
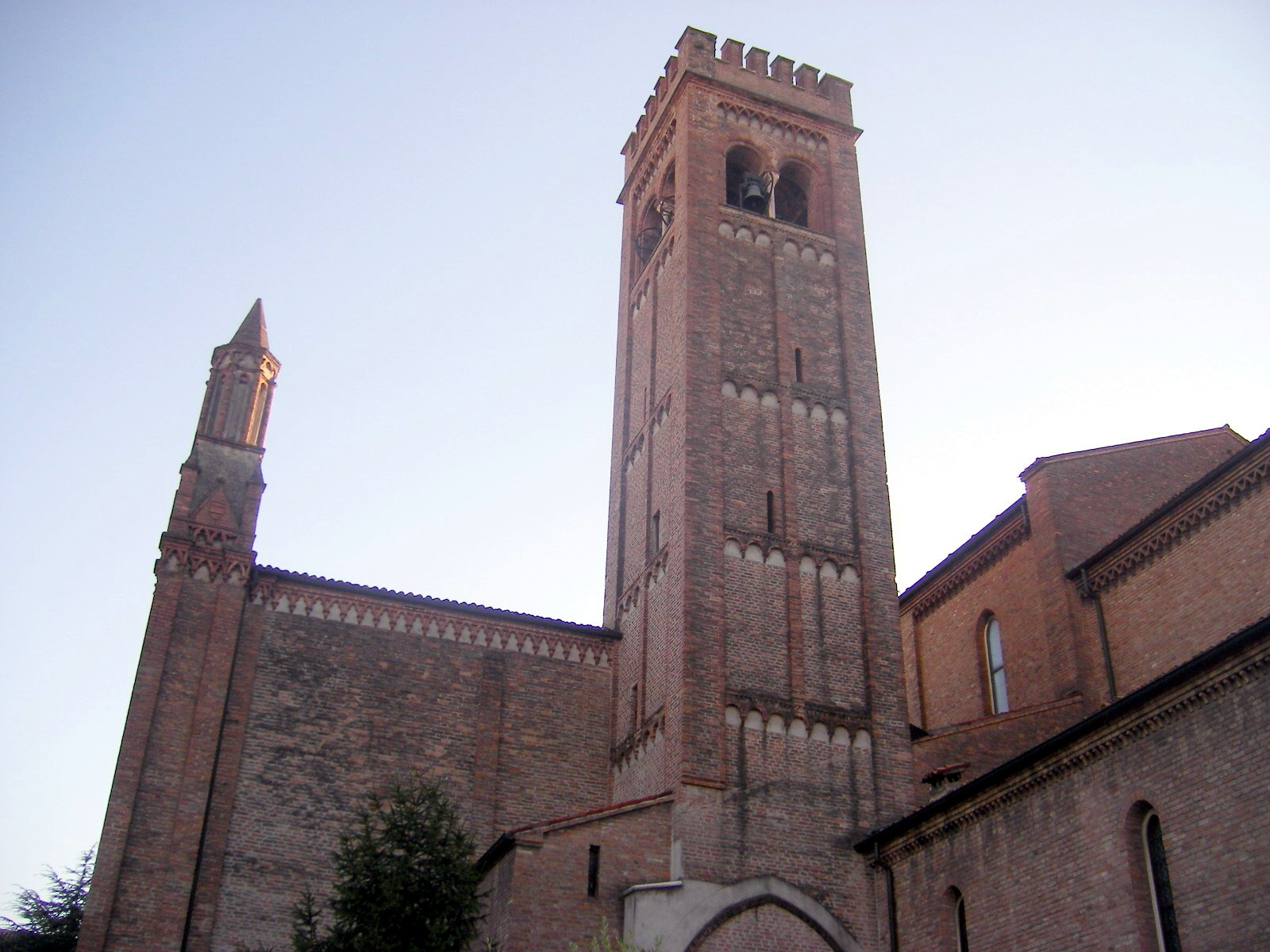
Turm von San Francesco

## Ehe und Nachkommen
Ferdinando Gonzaga vermählte sich am 11. November 1566 mit Marta Tana (* 1550; † 26. April 1605), Tochter von Conte Baldassarre Tana, Signore di Santena. Gemeinsam hatten sie acht Kinder:
- Luigi Gonzaga (* 9. März 1568 in Castiglione; † 21. Juni 1591 in Rom an der Pest)
- Rodolfo Gonzaga (* 7. März 1569 in Castiglione; † 3. Januar 1593 (ermordet) in Castelgoffredo) 2. Markgraf von Castiglione, Herr von Castelgoffredo

⚭ 29. Oktober 1588 Elena Aliprandi (* 1573; † 1608 in Mantua), Tochter von Giovanni Antonio Aliprandi
- Ferdinando/Ferrante Gonzaga (* 15. April 1570; † 9. Mai 1577)
- Carlo Gonzaga (* 19. Februar 1572; † 23. August 1574)
- Isabella Gonzaga (* 12. November 1574; † 5. Oktober 1593 (in Madrid ?))
- Francesco Gonzaga (* 27. April 1577 in Castiglione; † 23. Oktober 1616 in Maderno) 3. Markgraf von Castiglione, Herr von Castelgoffredo

⚭ 1. Februar 1598 Bibiana von Pernstein (* 1578/83; † 17. Februar 1616), Tochter von Vratislav von Pernstein
- Cristiano/Cristierno Gonzaga (* 30. September 1580 in Castiglione; † 22. Mai 1657 in Solferino) Herr von Solferino

⚭ 1605 Marcella Malaspina (* ?; † Juli 1630 an der Pest), Tochter von Alfonso Malaspina Marchese di Castel dell’Aquila
- Diego Gonzaga (* 30. September 1582 in Madrid; † 19. August 1597 (ermordet) in Castiglione)

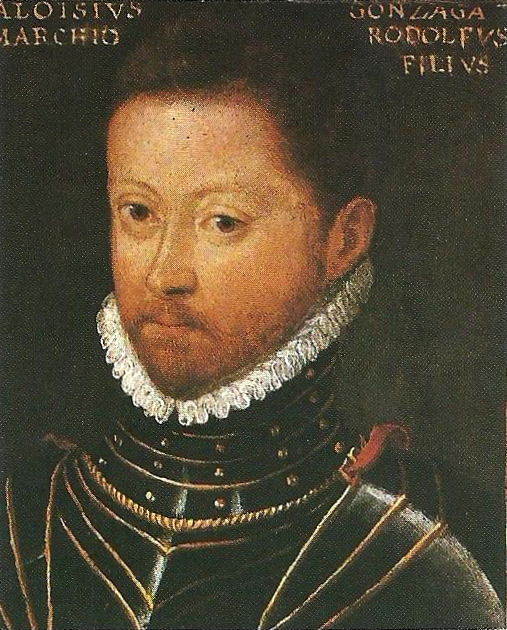
Ferdinandos Vater Luigi Alessandro Gonzaga di Castiglione (1494–1549)
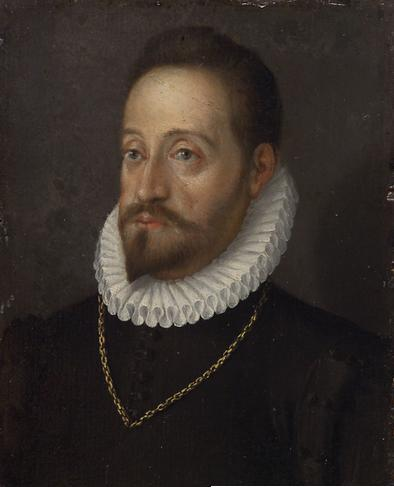
Ferdinandos älterer Bruder Alfonso Gonzaga di Castelgoffredo (1541–1592)
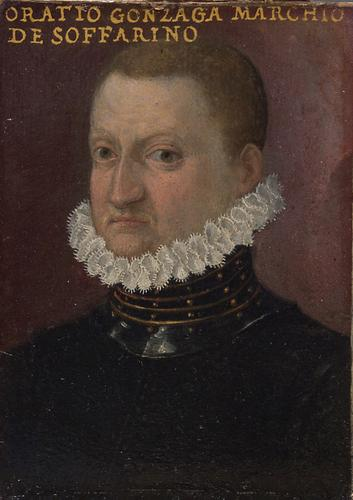
Ferdinandos jüngerer Bruder Orazio Gonzaga di Solferino (1545–1589)
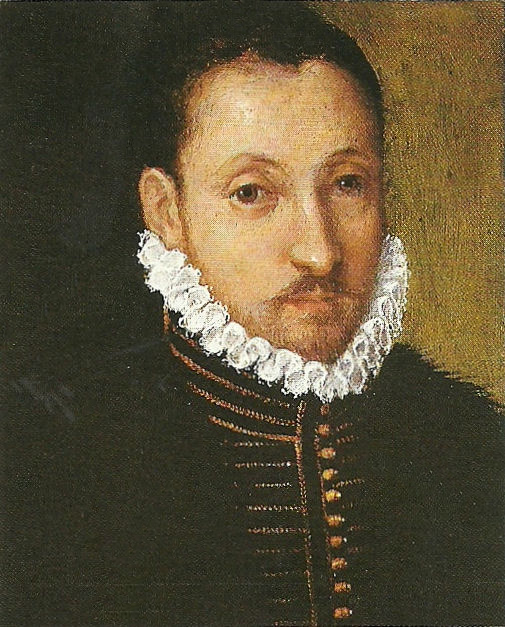
Ferdinando I. Gonzaga 1. Marchese di Castiglione (1544–1586)
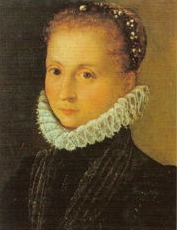
Ferdinandos Frau Marta Tana (1550–1605)
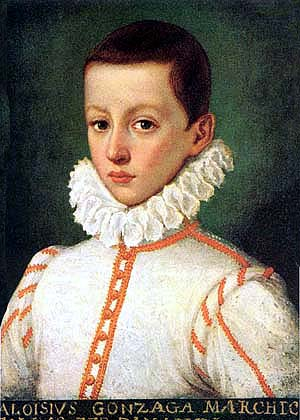
Der erste Sohn Luigi, der Hl. Aloisius von Gonzaga (1568–1591)
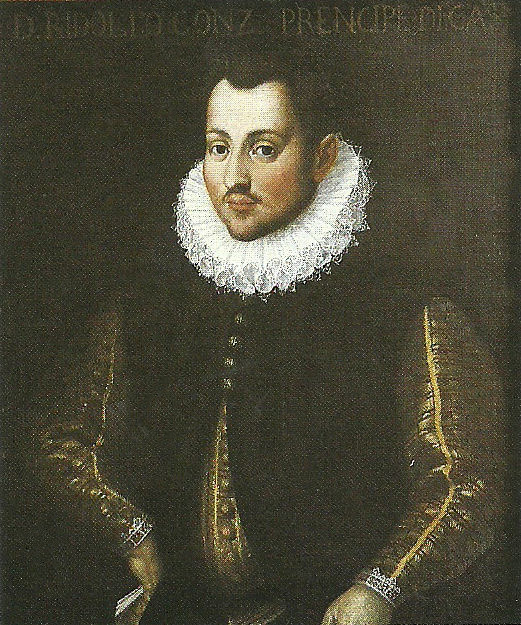
Der zweite Sohn Rodolfo Gonzaga 2. Marchese di Castiglione (1569–1593)
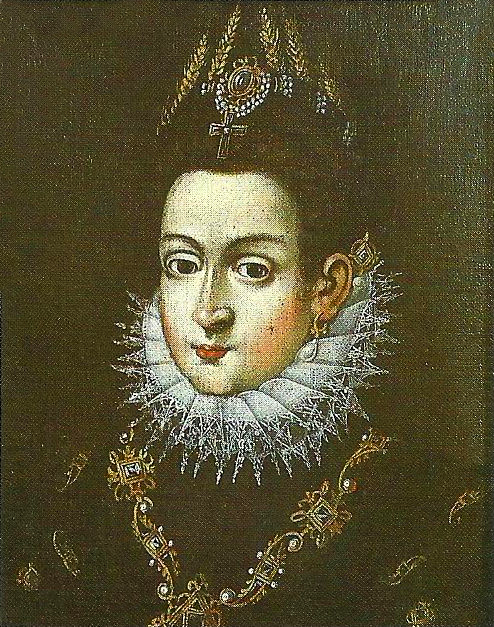
Rodolfos Frau Elena Aliprandi (1573–1608)
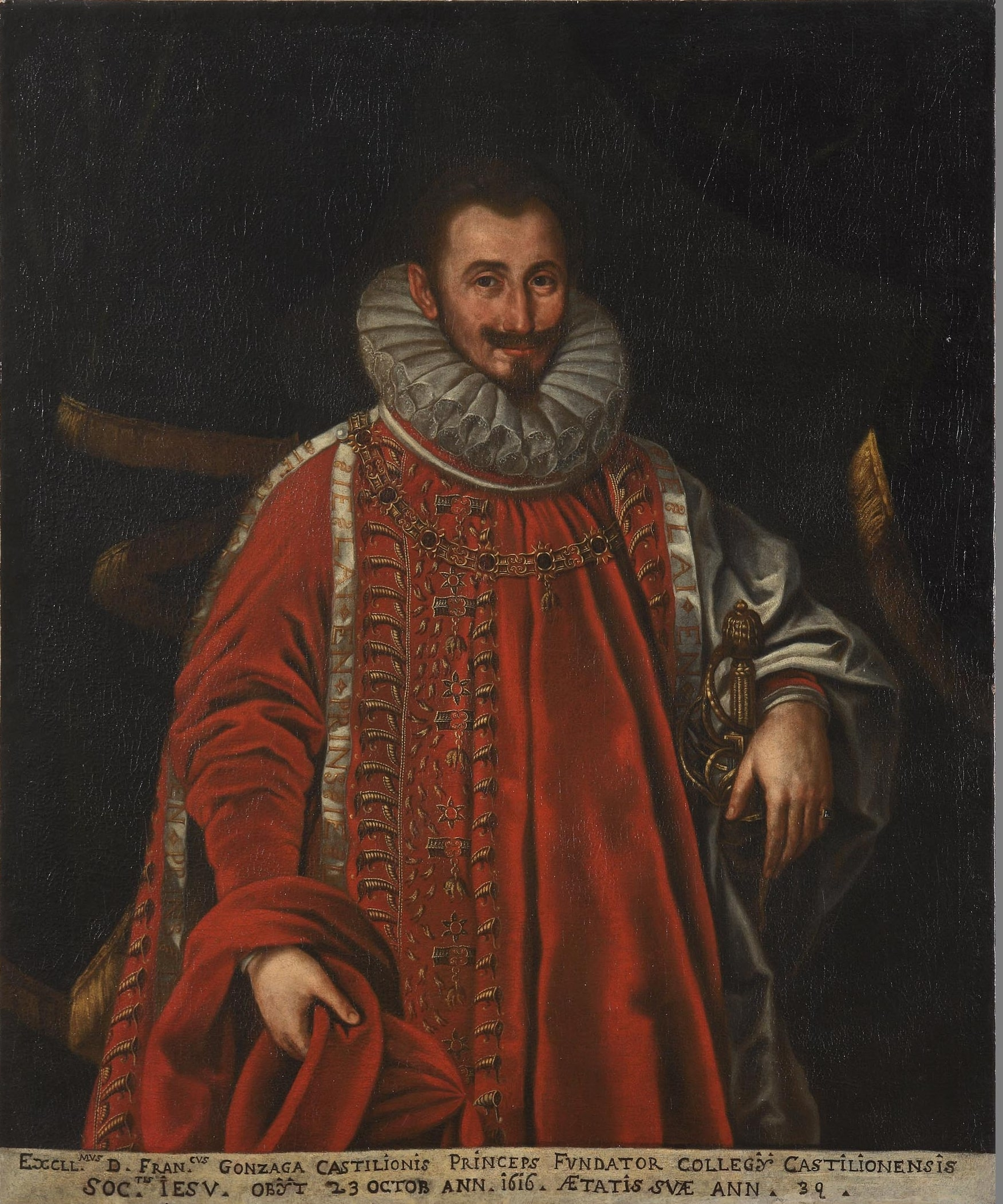
Der fünfte Sohn Francesco Gonzaga 3. Marchese di Castiglione (1577–1616)
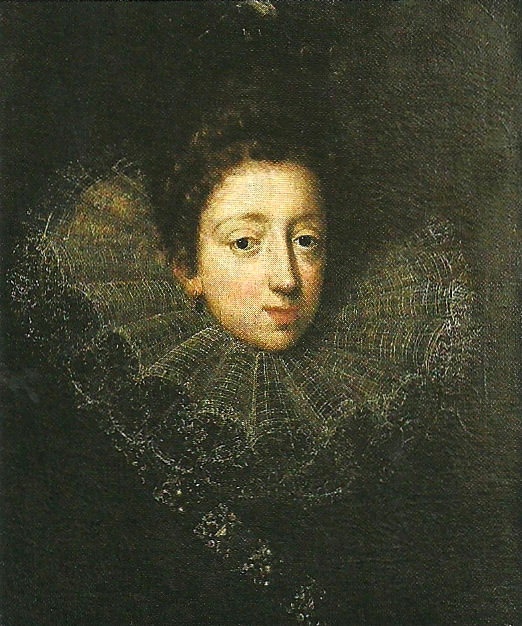
Francescos Frau Bibiana von Pernstein (1578/83–1616)